# Maarten Brzoskowski
Maarten Brzoskowski (Best, 19 settembre 1995) è un ex nuotatore olandese.

## Palmarès
- Europei

Londra 2016: oro nella 4x200m sl.

## International Swimming League
| Stagione 2021    |
| ---------------- |
| Tokyo Frog Kings |